# Victor Civita
Victor Civita (Nova Iorque, 9 de fevereiro de 1907 — São Paulo, 24 de agosto de 1990) foi um jornalista e empresário descendente de judeus italianos, nascido nos Estados Unidos e naturalizado brasileiro.

## Biografia
Nascido numa família italiana de origem judaica, nasceu em Nova Iorque em meio às viagens que seu pai fazia para negócios de importação.  Fundou a Editora Abril em 1950, inicialmente com o nome de Editora Primavera, após sugestão do irmão César Civita, que havia fundado na Argentina a Editorial Abril em 1941. Na década de 1930, César trabalhou na editora italiana Arnoldo Mondadori Editore, editora que publicava histórias em quadrinhos da Disney na Itália. Por conta disso, conseguiu a licença dos títulos Disney na América Latina.
Seu filho, Roberto Civita, assumiu a presidência do Conselho de Administração e do posto de Diretor Editorial do Grupo Abril até maio de 2013, quando veio a falecer. Civita destacou-se por fazer o trabalho da empresa junto aos funcionários. Consta que teria pregado pessoalmente nos bondes de São Paulo cartazes dizendo: "Chegou O Pato Donald", quando foi lançada a primeira revista publicada pela editora.
O Pato já havia sido publicado no país em 1946, na revista Seleções Coloridas da EBAL do jornalista Adolfo Aizen. As revistas foram impressas na Argentina pela Editorial Abril de César Civita.